# چشمه ابوالمهدی
چشمه ابوالمهدی در منطقه تحت حفاظت محیط زیست شهرستان مرودشت بین سیوند و سعادت شهر واقع شده‌است. این مکان دارای چشم‌اندازهای طبیعی بسیار زیبا است. مهم‌ترین ویژگی این چشمه، طبیعت بکر و سرسبز پیرامون آن است.